# 우태희
우태희(禹泰熙, 1962년 9월 29일 ~ , 서울)은 대한민국의 제3대 산업통상자원부 제2차관을 역임한 공무원이다.

## 생애
서울에서 태어나 연세대 행정학과와 서울대 행정대학원을 졸업했다. 대학교 4학년 재학 중 제27회 행정고시에 합격했으며 1984년 상공부에서 공무원생활을 시작했다. 2002년부터 2006년 6월까지 대한민국 뉴욕총영사관에서 상무관으로 근무했으며, 이후 산업자원부 투자진흥과장, 청와대 산업비서관실 선임행정관, 주미 한국대사관 상무공사참사관, 지식경제부 에너지절약추진단장, 통상협력정책관, 산업통상자원부 통상교섭실장, 통상차관보를 지냈다.
2016년부터 2017년 7월까지 산업통상자원부 제2차관을 역임하였다.

## 학력
- 1980.  배문고등학교 졸업
- 1984.  연세대학교 행정학 학사
- 1989.  서울대학교 행정대학원 석사
- 2000.  UC버클리 대학원 경제정책학 석사
- 2011.  경희대학교 대학원 경영학 박사

## 경력
- 1984. 4  제27회 행정고시 합격
- 2007. 7  주미 한국대사관 상무공사참사관
- 2013년 4월 ~ 2015년 2월 : 산업통상자원부 통상교섭실 실장
- 2015년 3월 : 산업통상자원부 통상차관보
- 2016년 1월 ~ 2017년 7월 산업통상자원부 2차관
- 2017년 9월 ~ : 한국도시가스협회 사회공헌기금 운영위원장
- 2017년 9월 ~ : 연세대학교 특임교수
- 2018년 1월 ~ 2019년 7월 : 한국블록체인협회 산업발전위원장
- 2018년 4월 : 롯데정밀화학 사외이사
- 2020년 2월 ~ 2024년 4월 : 대한상공회의소 상근부회장
- 대한상공회의소 국제통상위원회 부위원장
- 2020년 2월 ~ 2024년 4월 : 대통령 소속 경제사회노동위원회 운영위원회 사용자위원
- 2021년 3월 : 예스코홀딩스 사외이사
- 예스코홀딩스 감사위원회 위원
- 규제개혁위원회 민간위원
- 대통령소속2050 탄소중립녹색성장위원회 에너지·산업 전환 분과위원회 위원장
- 2023년 1월 : 국회의장 직속 경제외교자문위원회 민간위원
- 2023년 2월 : 민관합동 ESG 정책 협의회 ESG경영 민간위원
- 한국방문의해위원회 이사
- 2023년 11월 : 2024 강원동계청소년올림픽대회 조직위원회 자문위원
- 2024년 3월 ~ : 효성중공업 대표이사

## 저서
- 《부드러워야 더 강하다》. FKI미디어. 2002년 5월 10일. ISBN 9788988741313
- 《세계경제를 뒤흔든 월스트리트 사람들》. 새로운제안. 2005년 6월 30일. ISBN 9788955331646.
- 《오바마 시대의 세계를 움직이는 10대 파워》. 새로운제안. 2008년 11월 20일. ISBN 9788955332896.

## 논문
- A Study on Effects of IT Resource to Performance: Based on Resource-Based View, TAE-HEE WOO, YUNG-HO SUH and SANG-CHUL LEE, International Journal of Applied Engineering Research, [2015]
- An exploratory study on firm's strategy to cope with greenhouse gas target : based on resource-based view and corporate social responsibility theory, TAE-HEE WOO, 경희대학교 대학원, [2011]
- A study on the industrial location policy of Korea's advanced industry : focusing on the plans of advanced industrial park, TAE-HEE WOO, 서울대학교 행정대학원, [1989]